# إتروريا

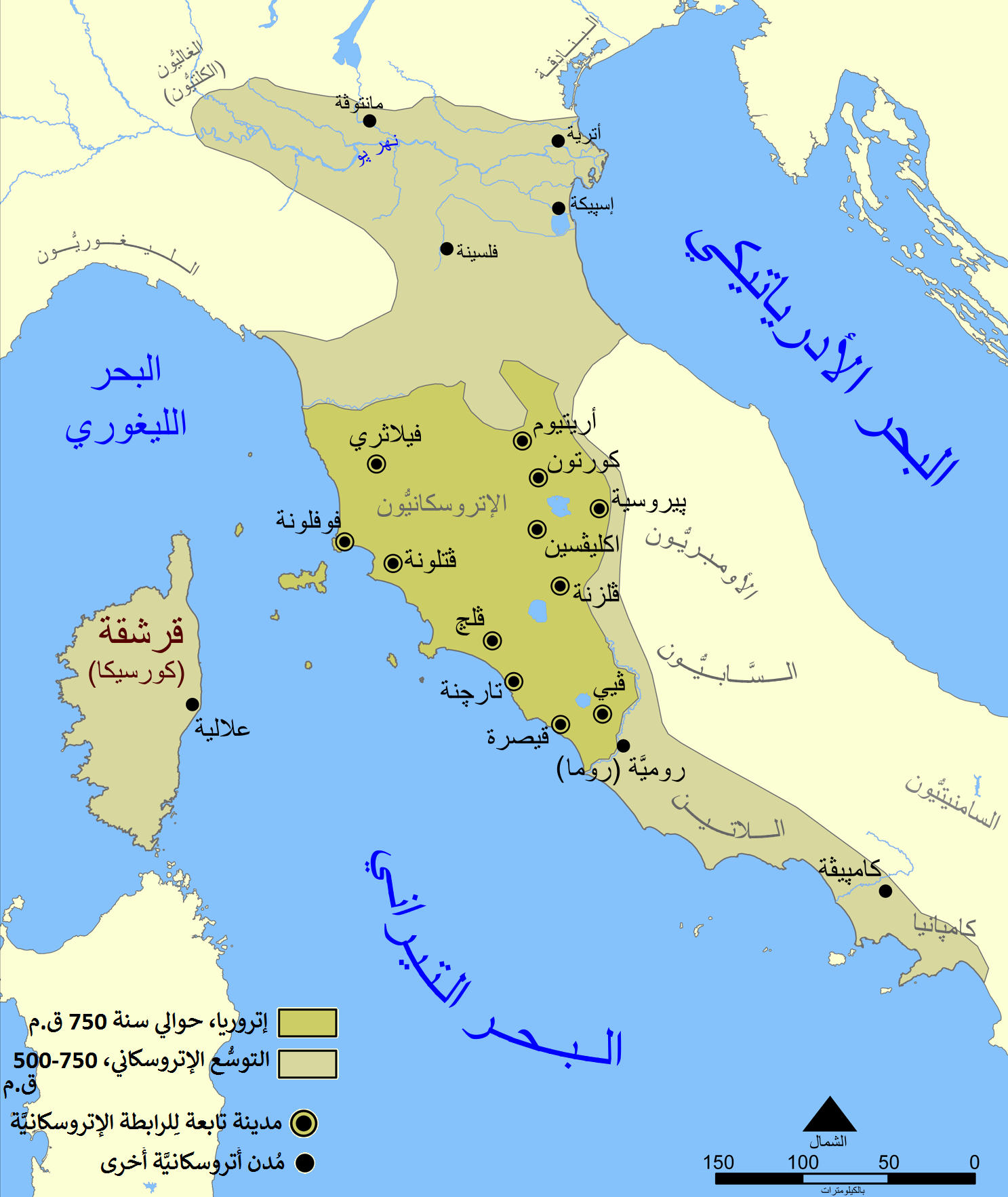
المنطقة التي شملتها الحضارة الإتروسكانية.

إتروريا وعادة ما يشار إليها في النصوص اليونانية واللاتينية بتيرانيا، كانت بمثابة منطقة في وسط إيطاليا وتقع في المنطقة التي تغطي اليوم جزءًا من تسكانة ولاتيوم وإميليا-رومانيا وأمبرية.

## أعلام
- غالينوس